# Klinefelterjev sindrom
Klinefelterjev sindrom (KS), znan tudi kot 47, XXY ali XXY, je skupek simptomov, katerih vzrok je več kot en kromosom X pri moških. Najpomembnejša posledica je sterilnost. Pogosto so simptomi lahko da prikriti in mnogi ljudje ne vedo, da so prizadeti. Včasih so simptomi vidnejši in lahko vključujejo šibkejše mišice, večjo telesno višino, slabo koordinacijo, manj dlak po telesu, manjša spolovila, rast prsi in manj zanimanja za spolnost. Pogosto je te znake opaziti šele v puberteti. Inteligenca je običajno normalna, vendar pa pogosteje prihaja do težav z branjem in problemov z govorom. Kadar so prisotni trije kromosomi X ali več, so simptomi običajno hujši.
Do Klinefelterjevega sindroma po navadi pride naključno. Starejša mati lahko tveganje nekoliko poveča. Stanje se ne deduje od staršev. Osnovni mehanizem je vpliv vsaj enega dodatnega kromosoma X, poleg kromosoma Y, tako jedro namesto običajnih 46 kromosomov vsebuje 47 ali več. Diagnoza KS sloni na genskem testu, s tako imenovanim kariotipom.
Za KS ni zdravila, vendar obstajajo številne terapije, ki pomagajo. Fizioterapija, govorna terapija, svetovanje in prilagojene učne metode so lahko koristne. Nadomeščanje testosterona se lahko uporabi pri osebah z bistveno znižano ravnjo. Povečane prsi je mogoče odstraniti z operacijo. Približno polovici prizadetih moških je mogoče pomagati z oploditvijo na osnovi biomedicinske tehnologije, tako da imajo možnost, imeti otroke; vendar pa gre za drago in tvegano alternativo. Kaže, da imajo osebe s KS večje tveganje za raka dojke kot tipična oseba brez, vendar pa je verjetnost še vedno nižja kot pri ženskah. Osebe s KS imajo skoraj normalno pričakovano dolžino življenja.
Klinefelterjev sindrom je eden od najpogostejših kromosomskih motenj, pojavlja se pri  1:500 do 1:1000 živih moških novorojenčkov. Stanje, ki nosi njegovo ime, je prvi opisal Harry Klinefelter leta 1940. Leta 1956 so prvič lahko dokazali prisotnost odvečnega kromosoma X. Miši imajo tudi lahko XXY sindrom, zaradi česar so uporabni raziskovalni model.

## Znaki in simptomi
Četudi je  XXY moške mogoče opredeliti  na osnovi telesnih značilnosti, je zaradi velikih razlik v telesnih značilnostih in razvoju posameznika edini zanesljiv način pozitivne ali negativne identifikacije diagnoza na osnovi kariotipa. 

## Vzrok
Dodatni kromosom se ohrani zaradi neuspele ločitve med mejozo I in mejozo II pri očetu oziroma materi (gametogeneza). Homologna kromosoma, to je X in Y, oziroma spolna kromosoma X, se v spermi ne moreta ločiti v kromosom X in kromosom Y, oziroma v jajčni celici v dva kromosoma X. Oploditev normalne jajčne celice (X) jajce s tako spermo pomeni tako potomce XXY (Klinefelter). Podobno oploditev jajčeca z dvema X jajce z normalno spermo pomeni potomce XXY (Klinefelter).
Drugi mehanizem za nastanek dodatnega kromosoma med mejozo II v jajčecu. Do neuspele ločitve pride pri tem, ki se sestrska kromatida na  spolnem kromosomu, to sta kromosom X in kromosom X, ne ločita. (meioza). Nastane XX jajčna celica, ki, oplojena z Y spermo, daje XXY potomce. Ta XXY kromosomska porazdelitev je ena od najpogostejših genetskih variacij  XY kariotipa; do nje pride pri približno 1 na 500 živih moških novorojenčkov. 
Pri sesalcih z več kot enim kromosomom X se izražajo geni samo na enem od njih (t.i. inaktivacija X) To se zgodi pri XXY moških, kot tudi pri normalnih XX ženskah. Vendar pa imajo pri XXY moških nekateri geni, ki se nahajajo v pseudoautosomalnih  regijah njihovih X kromosomov, dvojnike na kromosomu Y, ki se lahko izrazijo.
Prvo objavljeno poročilo človeka s kariotipom 47, XXY sta objavila Patricia Jacobs in John Strong iz Western General Hospital v Edinburgu na Škotskem leta 1959. Ta kariotip je imel v 24-letni moški, ki je imel znake Klinefelterjevega sindroma. Jacobsova je opisala svoje odkritje prve anevploidije pri ljudeh in pri sesalcih v svojem predavanjuj ob prejemu Spominske medalje Williama Allana  leta 1981.

## Epidemiologija
Ta sindrom, enakomerno razširjen v vseh etničnih skupinah, je najti pri 1-2 osebah na vsakih 1000 moških v splošni populaciji. 3,1% neplodnih moških ima Klinefelter sindrom. Sindrom je tudi glavni vzrok za moški hipogonadizem.
Po meta-analizi iz leta 2008 je pogostnost  sindroma v zadnjih desetletjih porasla; vendar pa zgleda ne zaradi večje starosti mater ob zanositvi, saj se pogosotnost drugih trisomij spolnih kromosomov (XXX in XYY) ni povečala. NIH je mnenja, da imajo starejše matere rahlo povečano tveganje.